# 14 octobre 1917
Le dimanche 14 octobre 1917 est le 287e jour de l'année 1917.

## Naissances
- Ahmad Ismaïl Ali (mort le 26 décembre 1974), maréchal égyptien
- Isabel Robalino, avocate, syndicaliste et femme politique équatorienne
- Louis Viret (mort le 8 juillet 1974), acteur français

## Décès
- Henry Bocage (né le 19 octobre 1833), auteur dramatique, neveu de Pierre-Martinien Bocage

## Événements
- Fin de Copa América 1917
- Création de l'hôpital Daler à Fribourg